# Pavel Alexandrov
Pavel Sergeyevich Alexandrov (em russo:  Па́вел Серге́евич Алекса́ндров), também expresso como Aleksandroff ou Aleksandrov (Noginsk, Oblast de Moscou, 16 de novembro de 1896 — Moscou, 7 de maio de 1982) foi um matemático soviético e russo.
Escreveu aproximadamente 300 artigos científicos, com contribuições fundamentais à teoria dos conjuntos e topologia.

## Obras
- Einführung in die Gruppentheorie 11. ed. [S.l.]: Harri Deutsch. 2001
- Lehrbuch der Mengenlehre 7.ª ed. [S.l.]: Harri Deutsch. 2001
- Abschnitt Einfachste Grundbegriffe der Topologie in David Hilbert, Stephan Cohn-Vossen (1996). Anschauliche Geometrie 2.ª ed. [S.l.]: Springer Verlag
- Editor e autor Enzyklopädie der Elementarmathematik, 4 Volumes, Deutscher Verlag der Wissenschaften, Berlim (Ost), 1977–1980
- Editor e autor; Hannelore Bernhardt, Walter Purkert (Redatores da edição em alemão): Die Hilbertschen Probleme, Verlag Harri Deutsch (Ostwalds Klassiker Volume 252) 1998, primeira edição 1971
- com Heinz Hopf Topologie, Volume 1, Springer, 1935, nova edição 1974